# Cadaus Dessús
Cadaus Dessús (en francès Cazaux-Fréchet-Anéran-Camors) és un municipi francès situat al departament dels Alts Pirineus i a la regió d'Occitània. Inclou dins el seu terme municipal els llogarrets d'Anèra, Camors i Hereishet.

## Demografia
| 1962                                       | 1968 | 1975 | 1982 | 1990 | 1999 | 2006 |
| ------------------------------------------ | ---- | ---- | ---- | ---- | ---- | ---- |
| 73                                         | 64   | 57   | 48   | 35   | 44   | 42   |
| Des de 1962: població sense dobles comptes |      |      |      |      |      |      |

## Administració
| Període | Identitat        | Partit |
| ------- | ---------------- | ------ |
| 2008-   | Pierre Flourette |        |